# ریزبری
ریزبری (به انگلیسی: Wraysbury) یک روستا و محله مدنی در بریتانیا است که در Windsor and Maidenhead واقع شده‌است. ریزبری ۳٬۶۴۱ نفر جمعیت دارد.